# Mokhtar Baghdous
 (janvier 2024).
Si vous disposez d'ouvrages ou d'articles de référence ou si vous connaissez des sites web de qualité traitant du thème abordé ici, merci de compléter l'article en donnant les références utiles à sa vérifiabilité et en les liant à la section « Notes et références ».
Mokhtar Baghdous né le 18 décembre 1955 à Mascara en Algérie est un footballeur international algérien des années 1970. Jouant au poste de milieu, il fait les beaux jours du GC Mascara.
Il compte une sélection en équipe nationale en 1977.

## Biographie
Il débute en équipe nationale le 1er mai 1977, en amical face au Sénégal (victoire 2-0).

## Palmarès
GC Mascara
- Championnat d'Algérie (1) :
  - Champion : 1984